# Битка код Шипке
Битка код Шипке била је кључна битка руско-турског рата (1877-1878).
У пракси, заузимање планинског превоја кроз Старе планине омогућило би јужноосманској војсци у Тракији да притекне у помоћ и придружи се војсци Османа Нури-паше, који је био окружен у Плевену.
Према стратешком плану османске војне команде током рата, успех овог плана омогућио би Османском царству да протера Руско царство са Балкана и тако добије рат. То није само због херојске одбране пролаза бугарских добровољаца и руских ратова, који се воде под заставом Самара.
Успешна одбрана превоја омогућила је царској руској војсци 1878. године да се спусти на Софију на самом почетку 1878. године, а одатле преко Тракије и Цариграда, успешно завршивши своју мисију Санстефанским уговором, односно Ослобојским Бугарским. 
1934. године, у знак сећања на догађај на врху Шипке, откривено је спомен обележје - Споменик слободе. 